# Nedbank Affinity Cup
De Nedbank Affinity Cup is een golftoernooi in Zuid-Afrika en maakt deel uit van de Sunshine Tour. Het toernooi werd in 2007 opgericht door Gary Player en wordt jaarlijks gespeeld op de Lost City Golf Course, een golfbaan in Sun City.

## Winnaars
| Jaar | Naam               | Score         | Score         | Info                                                      |
| ---- | ------------------ | ------------- | ------------- | --------------------------------------------------------- |
| 2007 | Mark Murless       | 202           | –14           |                                                           |
| 2008 | Tyrone van Aswegen | 204           | –12           |                                                           |
| 2009 | Jake Roos po       | 204           | –12           | Won de play-off van Albert Pistorius en Mark Murless      |
| 2010 | Geen toernooi      | Geen toernooi | Geen toernooi | Geen toernooi                                             |
| 2011 | Warren Abery       | 205           | –11           |                                                           |
| 2012 | Trevor Fisher Jr   | 207           | –9            |                                                           |
| 2013 | Jacques Blaauw     | 201           | –15           |                                                           |
| 2014 | Louis de Jager po  | 204           | –12           | Won de play-off van Danie van Tonder en Vaughn Groenewald |

| Toernooirecord |